# Onthophagus merdrignaci
Onthophagus merdrignaci là một loài bọ cánh cứng trong họ Bọ hung (Scarabaeidae).